# Сибирская щиповка
Сибирская щиповка (лат. Сobitis melanoleuca) — рыба семейства вьюновых.
Обитает в реках и озёрах от Урала на западе до Яны с её притоком Адыча на востоке. Встречается в во всем бассейне Амура, включая Сунгари, Уссури и оз. Ханка. Известна в приморских реках, впадающих в залив Петра Великого, и на Сахалине (реки Тымь и Поронай, оз. Невское). Распространена также реках на полуострове Корея.
Тело щиповки сильно сжатое с боков, особенно в области головы. Маленькая речная рыбка, крупнейшие экземпляры щиповки редко бывают длиной больше 13 см. Окраска пестренькая, но не яркая, основной тон серый, светло-желтый или бурый, по которому разбросаны маленькие темные пятнышки, наибольшие из них расположены продольными рядами. Питается мелкими беспозвоночными. Щиповка предпочитает песчано-глинистый грунт, в который легко закапывается. Икра у щиповки жёлтого цвета.